# Martin Meulenberg
Martin Meulenberg (Selfkant, 30 ottobre 1872 – Reykjavík, 3 agosto 1941) è stato un vescovo cattolico tedesco naturalizzato islandese.

## Biografia
Monsignor Martin Meulenberg nacque a Selfkant il 30 ottobre 1872. Suo padre era tedesco e sua madre olandese.

### Formazione e ministero sacerdotale
Era un religioso della Compagnia di Maria per la quale fu ordinato presbitero. Operò in Islanda e per due anni in Danimarca.
Quando nel 1918 l'Islanda divenne uno Stato autonomo, ma non ancora completamente indipendente, fu tra i primi stranieri ad ottenere la cittadinanza islandese.
Il 12 giugno 1923 papa Pio XI lo nominò prefetto apostolico d'Islanda

### Ministero episcopale
Il 30 maggio 1929 papa Pio XI lo nominò vicario apostolico d'Islanda e vescovo titolare di Lunda. Il 28 giugno dello stesso anno venne nominato vescovo titolare di Hólar. Ricevette l'ordinazione episcopale il 25 luglio successivo nella cattedrale di Cristo Re a Reykjavík dal cardinale Willem Marinus van Rossum, prefetto della Congregazione di Propaganda Fide, coconsacranti il vicario apostolico di Danimarca Josef Ludwig Brems e quello di Svezia Johann Evangelist Müller. Fu il primo vescovo cattolico a operare in Islanda dai tempi della Riforma protestante.
Morì a Reykjavík il 3 agosto 1941 all'età di 68 anni. È sepolto nel cimitero della cattedrale di Cristo Re a Reykjavík.

## Genealogia episcopale
La genealogia episcopale è:
- Cardinale Scipione Rebiba
- Cardinale Giulio Antonio Santori
- Cardinale Girolamo Bernerio, O.P.
- Arcivescovo Galeazzo Sanvitale
- Cardinale Ludovico Ludovisi
- Cardinale Luigi Caetani
- Cardinale Ulderico Carpegna
- Cardinale Paluzzo Paluzzi Altieri degli Albertoni
- Papa Benedetto XIII
- Papa Benedetto XIV
- Papa Clemente XIII
- Cardinale Marcantonio Colonna
- Cardinale Giacinto Sigismondo Gerdil, B.
- Cardinale Giulio Maria della Somaglia
- Cardinale Carlo Odescalchi, S.I.
- Cardinale Costantino Patrizi Naro
- Cardinale Lucido Maria Parocchi
- Papa Pio X
- Papa Benedetto XV
- Cardinale Willem Marinus van Rossum, C.SS.R.
- Vescovo Martin Meulenberg, S.M.M.